# Porcellio brevicaudatus
Espèce
Porcellio brevicaudatus est une espèce de cloportes de la famille des Porcellionidae, dont le matériel a longtemps été attribué à Hemilepistus reaumuri jusqu'à un ré-examen en 2011.